# (8088) Australia
(8088) Australia ist ein Asteroid des inneren Hauptgürtels, der von den sowjetischen Astronominnen Galina Kastel und Ljudmyla Schurawlowa am 23. September 1990 am Krim-Observatorium in Nautschnyj (IAU-Code 095) entdeckt wurde. Sichtungen des Asteroiden hatte es schon vorher am 11. September 1983 mit der vorläufigen Bezeichnung 1983 RG8 an diesem Observatorium gegeben, sowie am 26. November 1987 (1987 WA2) und am 11. Januar 1988 (1988 AS) am Karl-Schwarzschild-Observatorium im Tautenburger Wald.
(8088) Australia wurde am 5. Oktober 1998 auf Vorschlag von Galina Kastel nach dem Kontinent Australien benannt als Ehrung für ihren dortigen Besuch. Ein Albedo Feature im so genannten Bach Quadrangle auf dem Merkur war 1976 ebenfalls „Australia“ benannt worden.